# Pontécoulant
Pontécoulant é uma comuna francesa na região administrativa da Normandia, no departamento Calvados. Estende-se por uma área de 2,39 km². Em 2010 a comuna tinha 76 habitantes (densidade: 31,8 hab./km²).